# 제트블루 파크 앳 펜웨이 사우스
제트블루 파크 앳 펜웨이 사우스(jetBlue Park at Fenway South)은 미국 플로리다주 포트마이어스에 위치한 야구장이다. MLB 보스턴 레드삭스의 스프링 트레이닝 장소이다. 펜스 높이가 펜웨이 파크와 같다.